# Лаццарони
Лаццаро́ни (итал. Lazzaroni) — презрительное обозначение низшего класса в Неаполе, люмпен-пролетарские элементы населения в Южной Италии до XIX века. 

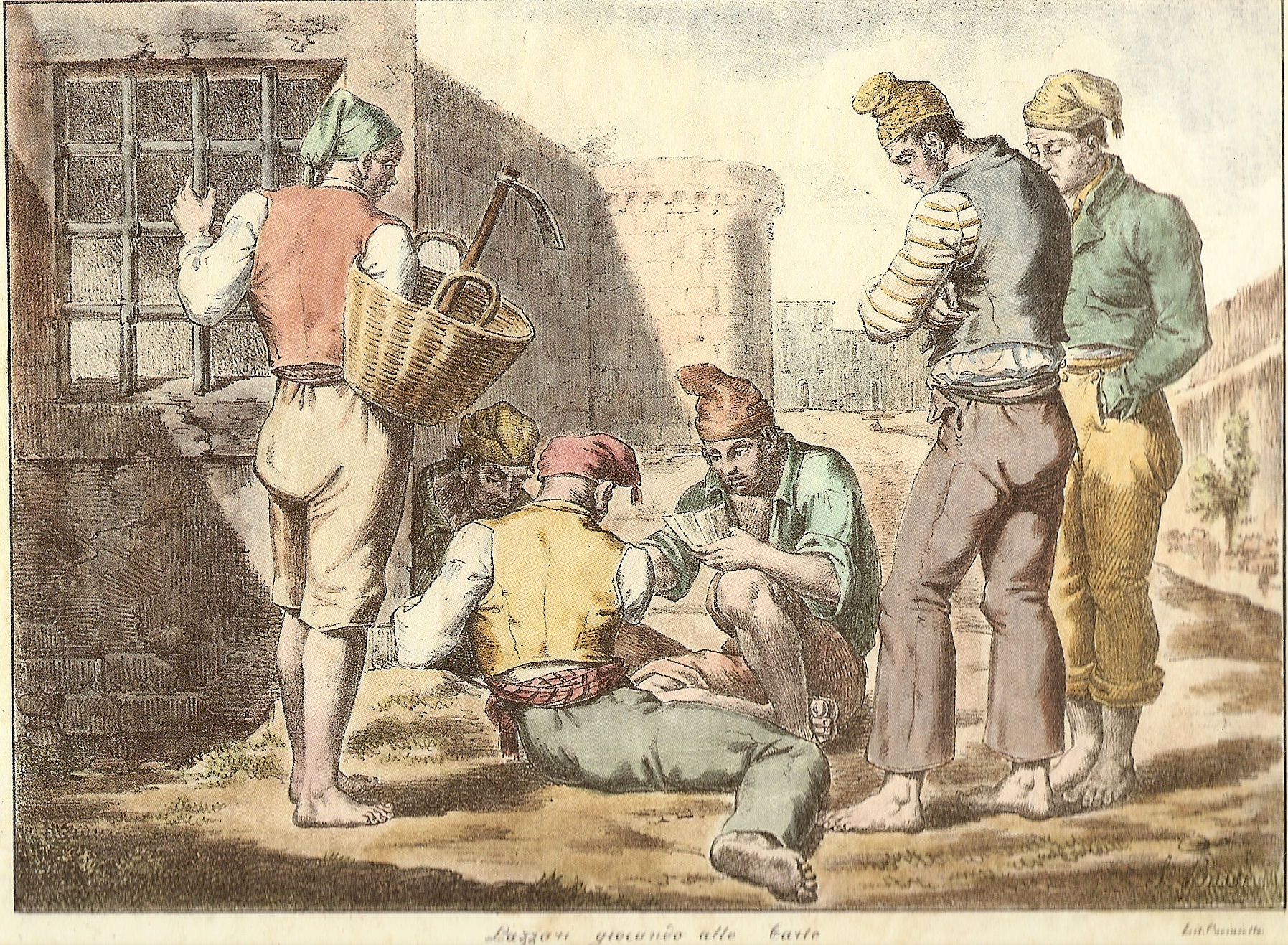
Лаццарони, играющие в карты, 1824 год

Название, которое, вероятно, появилось в Средние века, считают происшедшим от язвы, отождествлявшейся с проказой Лазаря. По версии Бенедетто Кроче, слово lazzaro происходит от староиспанского laceria (от латинского lacerus — рваный, растрёпанный), означавшего как нищету, так и проказу.
Больше всего лаццарони было в квартале Неаполя Меркато (рыночном), где они могли найти хоть какую-то работу и еду. Среди лаццарони было много сирот и брошенных детей.
Лаццарони, на которых ещё в 1647 году мог опираться Мазаньелло, в 1799 году свирепствовали, под влиянием священников, против образованных средних классов и дворянства, сделавших попытку основания Партенопейской республики. И при Мюрате лаццарони постоянно брали сторону Бурбонов, на стороне которых стояли и при преследовании либералов, особенно в 1820и в 1849 годах.